# Culture de Macao

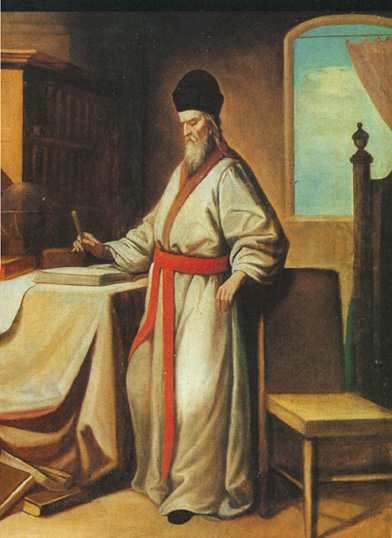
Matteo Ricci

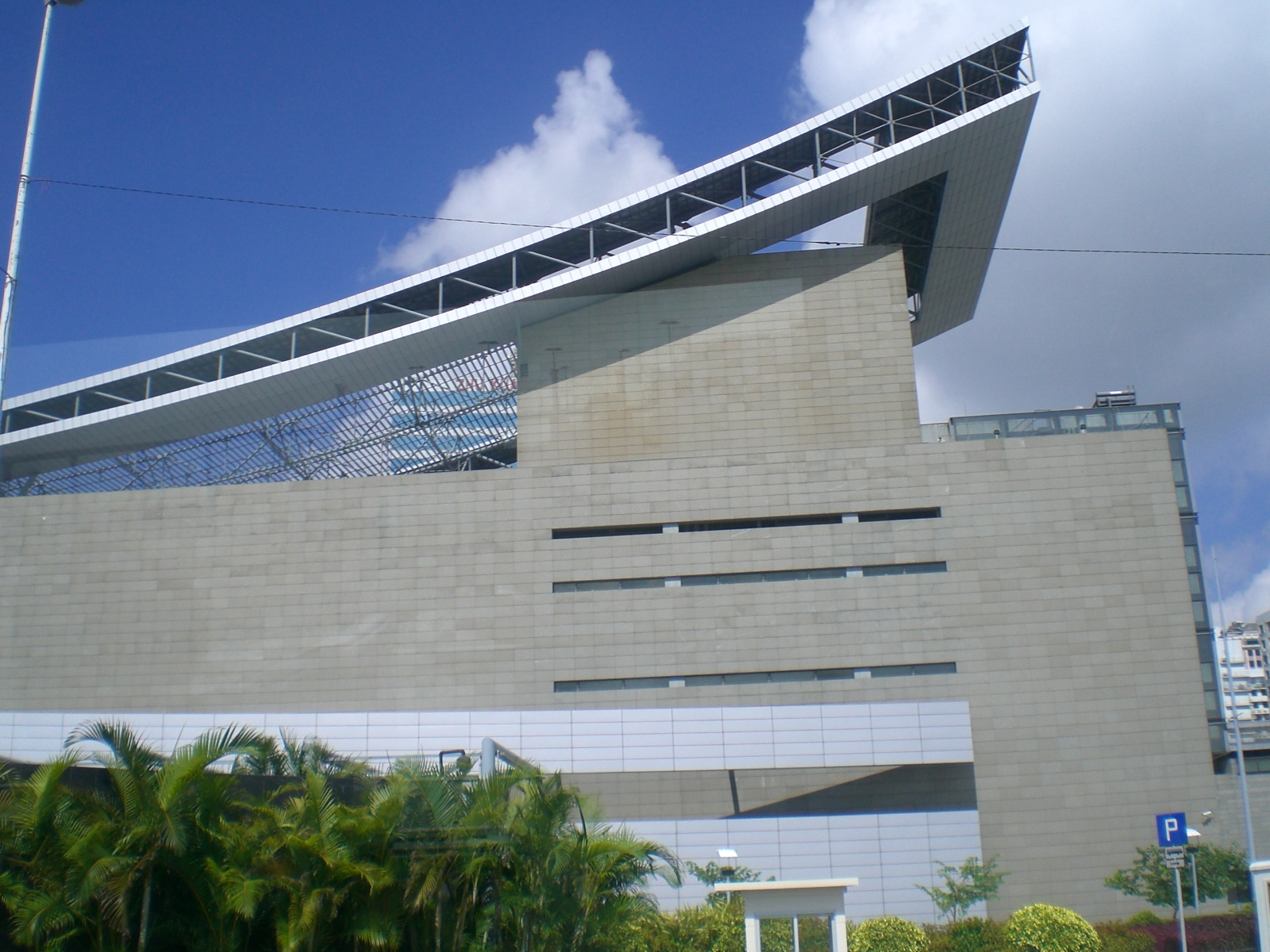
Centre Culturel de Macao

Macao est souvent caractérisé comme un point de rencontre de la coexistence harmonieuse et des échanges multiculturels (notamment entre la culture chinoise et celle de l'Occident) et, par conséquent, un site où convergent de nombreuses valeurs, de croyances religieuses, coutumes, habitudes, traditions et styles architecturaux, contribuant à l'émergence d'une culture propre et unique de Macao, qui est l'une des spécificités de cette région administrative spéciale. Ceci est principalement dû à l'emplacement du territoire de Macao, en territoire chinois et ancienne colonie portugaise.
Le Portugal a envoyé de nombreux missionnaires catholiques à Macao, y compris le plus célèbre occidental de la Chine, Matteo Ricci. Mais l'art, la littérature classique, la médecine et la philosophie chinoises ont atteint l'Europe via Macao.
La population de Macao (650 000 Macanais en 2016) est composée principalement (plus de 94 %) par des chinois de l'ethnie Han, et aussi par une minorité (environ 1,7 %) de portugais et de macanais. Les langues officielles sont le cantonais et le portugais, mais la première langue est le cantonais. Les macanais, qui ont une ascendance portugaise et chinoise (ou d'une autre origine asiatique, par exemple, malaise, indienne ou sinhala), ont leurs propres culture et leur mode de vie, ainsi que leur propre créole, ou patois macanais. Ce créole est basé sur le portugais et est fortement influencé par le cantonais, le malais et de nombreuses autres langues. C'est le fruit d'une longue et historique vie commune, de coexistence et d'échanges entre les cultures occidentales et orientales.
Cette réunion harmonieuse des cultures est également visible dans le calendrier des jours fériés à Macao, qui compte le Nouvel an lunaire, la Journée de Bouddha, Noël et Pâques.
Le gouvernement, en particulier lInstituto cultural et quelquefois lInstituto dos Assuntos Cívicos e Municipais, organisent de nombreux spectacles, concerts et activités, évènement récréatifs et manifestations culturelles, d'où l'on peut mettre en évidence la compétition Jeunes musiciens de Macao (qui se tient en été), l' Exposition des arts visuels, le Festival International de la musique (en octobre) et le Festival des arts de Macao (en mars).
L'Institut culturel (IC) a pour but de servir le public, possède un important réseau de bibliothèques publiques, ce qui porte à plus de 541 000 le nombre de volumes disponibles et 24 000 objets multimédia, et assure également l'exploitation et la maintenance de l'Arquivo Histórico de Macau, qui a pour principal objectif de recueillir, traiter, conserver et diffuser des documents à valeur historique.
Macao a également de nombreux musées, en particulier le Musée de Macao, le Musée maritime et un centre culturel (le Centre culturel de Macao) d'une superficie de 45 000 mètres carrés, constituant un lieu approprié pour la tenue d'expositions, de spectacles, d'activités et de manifestations culturelles.

## Cuisine

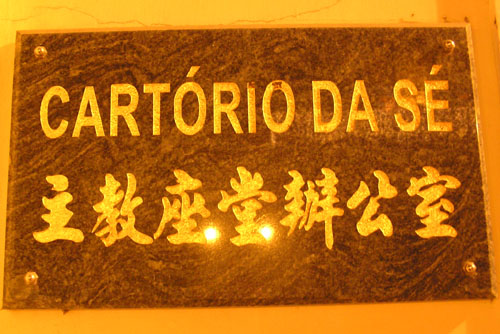
Une plaque en portugais et en chinois Macau - "主教座堂辦公室" (en cantonais) ou "Cartório da Sé" (en portugais).

La cuisine de Macao est aussi un mélange de cultures. Un des plaisirs de la nourriture de la Chine, notamment le sud de la Chine, est la soupe d'ailerons de requin, une soupe de nouilles, le fameux dim sum (点心  diǎnxīn en Mandarin), qui est un riche mélange de différents petits plats cuits à la vapeur, servi principalement dans les restaurants où on peut trouver du Yam Tcha (littéralement : boire du thé).
Lorsque l'on parle de la cuisine de Macao, il faut considérer la cuisine macanaise, comme unique au monde, qui est née lorsque les épouses orientales des portugais essayèrent de faire des repas avec des ingrédients locaux (en particulier ceux d'origine chinoise), mais aussi avec plusieurs ingrédients issus de lieux (par exemple Malacca, Inde et Mozambique) visités par les Portugais au cours de leurs découvertes. Bien sûr, les traditions culinaires de ces épouses ont influencé ces aliments, créant la cuisine de Macao, considéré par beaucoup comme une véritable nourriture de fusion. Lacassá de talharins avec du porc fumé, Min Chi (viande hachée), Tacho (ragoût de viande et de légumes), lait de riz, les abats de canard, crevettes large farcis, igname chau-chauavec lap-Yock, poulet rôti, jus de racines de lotus et poulet au curry sont quelques-uns des aliments populaires de Macao,.

## Éducation à Macao
- Liste d'universités et de collèges à Macao (en)

## Littérature

### Quelques auteurs
- Henrique de Senna Fernandes (1923-2010)
- José dos Santos Ferreira (1919-1993)
- Deolinda de Conceição (1914-1957)
- Camilo Pessanha (1867-1926)
- Wei Yuan (1794-1857)
- Wu Li (1632-1718)
- Tang Xianzu (1550-1616)

## Patrimoine mondial de l'UNESCO

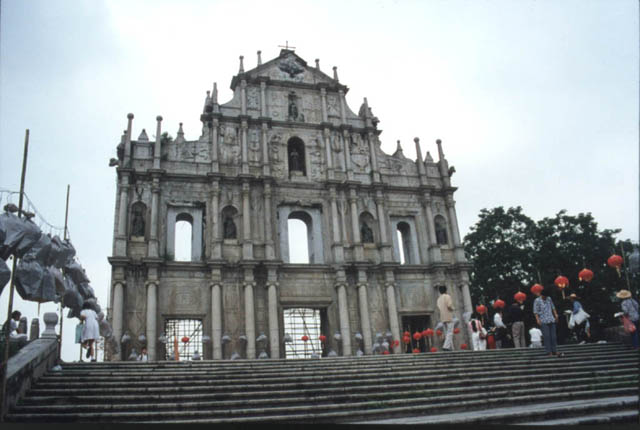
Les Ruines de Saint-Paul, un des monuments les plus connus du Centre historique de Macao.

La protection, la valorisation et la préservation des richesses historiques, architecturales et culturelles de Macao est une priorité majeure du gouvernement de Macao, qui a élaboré plusieurs lois, mesures, directives et des politiques claires et efficaces dans ce domaine, qui constitue une attraction touristique de grande importance.
Des dizaines de bâtiments et de lieux historiques, en raison de leur valeur unique et universelles, ont même été inclus dans la liste du Patrimoine mondial de l'UNESCO, le 15 juillet 2005. À partir de ce moment, cet ensemble historique et architectural, fut nommé « Centre historique de Macao ».
Cet ensemble architectural, entièrement situé dans des zones urbaines, se compose des bâtiments et lieux suivants: Le Temple d'A-Ma, le quartier des maures, la maison du mandarin, l'Église Saint-Laurent, le séminaire et l'Église Saint-Joseph, le Théâtre D. Pedro V, la bibliothèque Sir Robert Ho Tung, l'Église Saint-Augustin, le Leal Senado le temple de Sam Kai Vui Kun, la Sainte Maison de la Miséricorde, l'Église de la Sé, la maison de Lou Kau, l'Église Saint-Dominique, les ruines de Saint-Paul, le Temple de Na Tcha, une partie des anciennes murailles de Défense, la Forteresse du Mont, l'Église Saint-Antoine, la maison jardin, le Cimetière protestant (notamment la Chapelle), la Forteresse de Guia (notamment la Chapelle et le phare), la place de la Barra, la place Lilau, la place Santo Agostinho, la place du sénat, la place de la Sé, la place São Domingos, la place de la Compagnie de Jésus et la place de Camões. Tous ont été reconnus comme faisant partie de l'histoire du monde, elle illustre l'un des premiers et plus durable échanges entre la Chine et le monde occidental.

## Cinéma de Macao
- Liste de films tournés à Macao (en)

## Musées
- Musée d'Art de Macao
- Museu de Macau
- Museu marítimo de Macau
- Musée du Vin ((pt) Museu do Vinho)
- Museu de Arte Sacra e Cripta dans l'enceinte de l'église de la Mère-de-Dieu de Macao
- Liste des musées de Macao

## Jours fériés
Liste des jours fériés de Macao :
| Date         | Nom français                                                                | Nom local                                                                      | Remarques                                                                                               |
| ------------ | --------------------------------------------------------------------------- | ------------------------------------------------------------------------------ | --- |
| 1er janvier  | Nouvel an                                                                   | Ano Novo (ou Fraternidade Universal)                                           | |
| Variable     | Nouvel an lunaire chinois                                                   | Ano Novo Lunar Chinês                                                          | Célébré normalement fin janvier, début février.                                                         |
| Variable     | Commémoration des fidèles défunts                                           | Cheng Ming                                                                     | Journée de commémoration des fidèles défunts dans la tradition chinoise, célébrée normalement en avril. |
| Variable     | Mort du Christ                                                              | Morte de Cristo                                                                | Célébrée un vendredi, normalement fin mars, début avril.                                                |
| Variable     | Veille de Pâques                                                            | Véspera da Ressureição de Cristo                                               | Célébrée un samedi, un jour après la mort du christ.                                                    |
| 1er mai      | Fête du travail                                                             | Dia do Trabalhador                                                             | |
| 11 mai       | Journée de Bouddha                                                          | Dia do Buda                                                                    | |
| 6 juin       | Fête du Bateau-dragon                                                       | Tung Ng (ou Bateau-Dragon)                                                     | |
| 13 septembre | Fête du Gâteau de lune                                                      | Jour suivant le Chong Chao (ou Gâteau de lune)                                 | |
| 1er octobre  | Création de la République Populaire de Chine                                | Implantação da República Popular da China                                      | |
| 2 octobre    | Journée suivant la création de la République Populaire de Chine             | Dia seguinte à Implantação da República Popular da China                       | |
| 6 octobre    | Culte des ancêtres                                                          | Chong Yeong (ou Culte des ancêtres)                                            | Journée réservée au culte des ancêtres dans la tradition chinoise.                                      |
| 2 novembre   | Toussaint                                                                   | Dia de Finados                                                                 | Uniquement célébrée par les catholiques.                                                                |
| 8 décembre   | Immaculée Conception                                                        | Imaculada Conceição                                                            | |
| 20 décembre  | Journée célébrant la création de la région administrative spéciale de Macao | Dia Comemorativo do Estabelecimento da Região Administrativa Especial de Macau | |
| 21 décembre  | Solstice d'hiver                                                            | Solstício de Inverno                                                           | |
| 24 décembre  | Veille de Noël                                                              | Véspera de Natal                                                               | |
| 25 décembre  | Noël                                                                        | Natal                                                                          | |